# Championnat de Bosnie-Herzégovine de football 2001-2002
Navigation
Saison précédente Saison suivante
La saison 2001-2002 du Championnat de Bosnie-Herzégovine de football était la 10e édition du championnat national de première division mais c'est la deuxième saison comprenant toutes les équipes composant la fédération de Bosnie-et-Herzégovine (croates et bosniaques) au sein d'une seule et même poule (auparavant, Croates et Bosniaques disputaient des championnats séparés). En effet, les équipes de la Republika Srpska (république serbe de Bosnie) refusent de participer à un championnat commun et disputent leur propre compétition. La saison prochaine, un championnat national avec les meilleures équipes des fédérations de Bosnie-Herzégovine et de Republika Srpska sera mis en place; en fin de saison, les 4 derniers du classement sont relégués et remplacés par les 2 meilleurs clubs de deuxième division de la fédération de Bosnie-Herzégovine et les 6 meilleurs clubs de Republika Srpska.
Le FK Željezničar Sarajevo, tenant du titre, remporte la compétition en terminant en tête du championnat, en devançant de 11 points le NK Široki Brijeg et de 15 points le duo NK Brotnjo-FK Sarajevo. C'est le 3e titre de champion de Bosnie-Herzégovine du club, après celui remporté en 1998. Le Zeljeznicar manque le doublé en s'inclinant face au FK Sarajevo en finale de la Coupe de Bosnie-Herzégovine.

## Les 16 clubs participants
| - FK Željezničar Sarajevo - NK Brotnjo - FK Sarajevo - NK Celik Zenica - FK Velez Mostar - NK Jedinstvo Bihać - NK Široki Brijeg - NK Posusje | - NK Iskra Bugojno - NK Troglav Livno - FK Sloboda Tuzla - HNK Orasje - HSK Zrinjski Mostar - FK Olimpik Sarajevo - HNK Grude - Promu de Prva Liga - NK Bosna Visoko - Promu de Prva Liga |

## Compétition

### Classement
Le barème utilisé pour établir le classement est le suivant :
- Victoire : 3 points
- Match nul : 1 point
- Défaite : 0 point

| Rang | Équipe                    | Pts | J  | G  | N | P  | Bp | Bc | Diff |
| ---- | ------------------------- | --- | -- | -- | - | -- | -- | -- | ---- |
| 1    | FK Željezničar Sarajevo T | 62  | 30 | 19 | 5 | 6  | 60 | 26 | +34  |
| 2    | NK Široki Brijeg          | 51  | 30 | 14 | 9 | 7  | 43 | 24 | +19  |
| 3    | NK Brotnjo                | 47  | 30 | 14 | 5 | 11 | 45 | 27 | +18  |
| 4    | FK Sarajevo C             | 47  | 30 | 13 | 8 | 9  | 50 | 34 | +16  |
| 5    | HSK Zrinjski Mostar       | 46  | 30 | 13 | 7 | 10 | 35 | 39 | -4   |
| 6    | NK Celik Zenica           | 43  | 30 | 12 | 7 | 11 | 39 | 30 | +9   |
| 7    | HNK Orasje                | 43  | 30 | 13 | 4 | 13 | 38 | 38 | 0    |
| 8    | FK Velez Mostar           | 42  | 30 | 13 | 3 | 14 | 44 | 46 | -2   |
| 9    | NK Jedinstvo Bihać        | 41  | 30 | 12 | 5 | 13 | 33 | 39 | -6   |
| 10   | FK Sloboda Tuzla          | 40  | 30 | 11 | 7 | 12 | 32 | 28 | +4   |
| 11   | NK Posusje                | 40  | 30 | 12 | 4 | 14 | 30 | 38 | -8   |
| 12   | NK Bosna Visoko P         | 39  | 30 | 11 | 6 | 13 | 33 | 48 | -15  |
| 13   | FK Olimpik Sarajevo       | 38  | 30 | 11 | 5 | 14 | 40 | 46 | -6   |
| 14   | NK Troglav Livno          | 32  | 30 | 8  | 8 | 14 | 33 | 49 | -16  |
| 15   | HNK Grude P               | 31  | 30 | 8  | 7 | 15 | 23 | 43 | -20  |
| 16   | NK Iskra Bugojno          | 29  | 30 | 7  | 8 | 15 | 25 | 48 | -23  |

|  | Qualification pour la Ligue des clubs champions 2002-2003                                          |
|  | Qualification pour la Coupe UEFA 2002-2003                                                         |
|  | Qualification pour la Coupe Intertoto 2002                                                         |
|  | Relégation en Prva Liga                                                                            |
|  | T : Tenant du titre C : Vainqueur de la Coupe de Bosnie-Herzégovine P : Promu de deuxième division |

## Bilan de la saison
| Championnat de Bosnie-Herzégovine de football 2001-2002         | |
| Champion                                                        | FK Željezničar Sarajevo (3e titre) |
| Coupes et trophées                                              | |
| Vainqueur de la Coupe de Bosnie-Herzégovine 2001-2002           | FK Sarajevo |
| Qualifications continentales                                    | |
| Ligue des clubs champions 2002-2003 (1er tour de qualification) | FK Željezničar Sarajevo |
| Coupe UEFA 2002-2003                                            | NK Široki Brijeg |
| Coupe UEFA 2002-2003                                            | FK Sarajevo |
| Coupe Intertoto 2002                                            | NK Brotnjo |
| Promotions et relégations                                       | |
| Promus en Premier League                                        | Clubs de la Fédération de Bosnie-Herzégovine : FK Budućnost Banovići NK Zepce                                                                                 |
| Promus en Premier League                                        | Clubs de la Fédération de Républica Srpska : FK Leotar Trebinje FK Kozara Gradiska FK Borac Banja Luka FK Glasinac Sokolac FK Mladost Gacko FK Rudar Ugljevik |
| Relégués en Prva Liga                                           | HNK Grude NK Troglav Livno NK Olimpik NK Iskra Bugojno |